# 六道沟街道
六道沟街道，曾是中华人民共和国辽宁省丹东市振兴区下辖的一个乡镇级行政单位。2019年根据丹政【2019】104号撤销，并入临江街道。

## 行政区划
六道沟街道下辖以下地区：
。